# Amblyptilia viettei
Amblyptilia viettei là một loài bướm đêm thuộc họ Pterophoridae. Nó được tìm thấy ở Madagascar.